# Bandera de Anguila
La bandera de Anguila consta de un fondo azul marino con la Union Jack en el cantón. A la derecha, se ubica el escudo de Anguila, cuyo diseño se basa en el utilizado por la antigua bandera de Anguila, conocida como Los Tres Delfines.

## Historia

Bandera de Los Tres Delfines

Durante la revolución de 1967 que intentó separar a este archipiélago de San Cristóbal y Nieves (hasta ese momento, formando una federación dentro del Reino Unido) se creó la primera bandera, el 27 de julio de ese año, compuesta por un fondo de color violeta con la imagen de dos sirenas separadas por una concha dentro de un círculo azul. Esta bandera no fue aceptada y pronto fue cambiada por una mucho más simple, el 20 de septiembre: tres delfines naranjas en un campo blanco (que representa la pureza y la paz) sobre un campo más pequeño de color turquesa que representa al mar Caribe, la fe, la juventud y la esperanza. Los tres delfines representan la perseverancia, la unidad y la fortaleza, formando un círculo de continuidad.
A diferencia de Las Sirenas, Los Tres Delfines se volvieron sumamente populares y se convirtieron rápidamente en símbolos del pueblo anguilano. Sin embargo, con la intervención británica en 1969 y el fin de la "independencia" que tenía la isla hasta ese momento, la bandera perdió su oficialidad y fue reinstaurada la bandera del Reino Unido como oficial. Mas, la antigua bandera de Anguila siguió siendo usada por el pueblo, lo que no fue objetado por el gobierno colonial. En 1990, y tras el establecimiento de Anguila como dependencia (separada de San Cristóbal y Nieves), fue diseñada una nueva bandera, incorporando el antiguo símbolo autonomista como parte del escudo.
En la actualidad, la bandera de Los Tres Delfines sigue siendo muy popular y es la más utilizada por el pueblo de la isla de Anguila, a pesar de no ser oficial.